# Dražen Zečić
Dražen Zečić (Split, 24. srpnja 1967.) hrvatski je glazbenik, pjevač zabavne glazbe i tekstopisac.

## Životopis
Svoju glazbenu karijeru je započeo početkom 1990-ih, u svojstvu tekstopisca. Pisao je pjesme drugim poznatim pjevačima, kao što su Mate Bulić, Zlatko Pejaković, Mate Mišo Kovač i dr.
Učestale teme u njegovim pjesmama su neuzvraćene, nesuđene ljubavi i rastanci.
Njegov prvi pjevački uspjeh je pobjeda na Splitskom festivalu zabavne glazbe 1993. s pjesmom Govore mi mnogi ljudi.

## Nagrade
- 1999. – nagrada Porin za najbolji album zabavne glazbe (Nitko nema dva života), nominacija za Porina u kategorijama hit godine i album godine
- nagrada izdavačke kuće Croatie Records "Zlatna ptica", za preko 100 tisuća prodanih nosača zvuka
- 2004. – nagrada publike na Hrvatskom radijskom festivalu za pjesmu "Pokidat ću lance sve"
- 2006. – nagrada publike na Hrvatskom radijskom festivalu za pjesmu "Zora"
- 2007. - Grand Prix Hrvatskog radijskog festivala za pjesmu "Stani srce"
- 2009. – nagrada publike na Hrvatskom radijskom festivalu za pjesmu "Vladarica"
- 2016. – nagrada za najemitiraniju pjesmu CMC festivala za pjesmu "Koga da volim kad tebe nema"

## Diskografija

### Studijski Albumi
1. Zagrli me noćas jače – 1990. (Suzy)
2. Evo zore, evo dana – 1992.
3. Govore mi mnogi ljudi – 1993. (Euroton Records)
4. Boem u duši – 1995. (Croatia Records)
5. Tamo gdje je srce – 1996. (Croatia Records)
6. Nitko nema dva života – 1998. (Croatia Records)
7. Još se sjećam jedne žene – 1999. (Vjeverica/Croatia Records)
8. Ti si život moj – 2001. (Croatia Records)
9. U ime ljubavi – 2002. (Scardona)
10. Pokidat ću lance sve –  2004. (Hit Records)
11. Zora –  2006. (Hit Records)
12. Oprosti svijete – 2007. (Croatia Records)
13. Ti si život moj – 2008. (Croatia Records)
14. U čast svim dobrim ljudima – 2009. (Croatia Records)
15. Crni kralj i bijela dama – 2011. (Croatia Records)
16. Tvoj ću ostati – 2013. (Croatia Records)
17. Ja te volio nisam – 2017. (Scardona)

### Kompilacije
1. Najveći hitovi – 1997. (Croatia Records)
2. Sve najbolje 1 i 2 – 2000. (Croatia Records)
3. Sve najbolje(Dražen Zečić) – 2003. (Croatia Records)
4. Megamix – 33 zlatna hita –  2003. (Hit Records)
5. 20 zlatnih hitova –  2006. (Scardona)
6. The platinum collection  -  2006. (Croatia Records)
7. Hitovi 2 u 1 –  2007. (Hit Records)
8. Najljepše ljubavne pjesme – 2010. (Croatia Records)
9. 50 Originalnih pjesama – 2014. (Croatia Records)
10. The Best Of Collection – 2015. (Croatia Records)

## Filmografija
- "Naknadno" kao policijski inspektor (2016.)

## Vanjske poveznice
- Dražen Zečić  Arhivirana inačica izvorne stranice od 17. rujna 2007. (Wayback Machine) na Bazi autora pri ZAMP-u
- Diskografija

Album "Ja te volio nisam"  2017